# 一武駅
一武駅（いちぶえき）は、熊本県球磨郡錦町大字一武にあるくま川鉄道湯前線の駅である。駅番号は5。

## 歴史
- 1924年（大正13年）3月30日：鉄道省湯前線の駅として開業[2]。
- 1949年（昭和24年）6月1日：日本国有鉄道の駅となる。
- 1963年（昭和38年）4月1日：業務委託化。
- 1971年（昭和46年）
  - 2月20日 - 荷物扱い廃止[3]。無人化[4]。
  - 5月 - 駅舎を錦町に払い下げ、町が駅業務を受託。
- 1987年（昭和62年）4月1日：国鉄分割民営化に伴い九州旅客鉄道（JR九州）の駅となる[2]。
- 1989年（平成元年）10月1日：第3セクター転換により、くま川鉄道の駅となる[2]。
- 1995年（平成7年）11月25日：現在の簡易駅舎が完成[1][5]。

## 駅構造

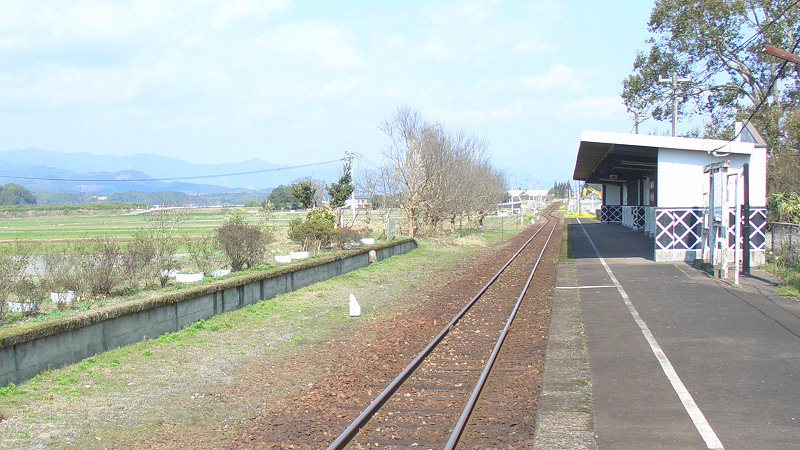
ホーム

単式1面1線のホームを持つ地上駅であり、簡易駅舎を有する。なお、当駅は無人駅である。また、かつては交換可能な相対式2面2線のホームがあり、北側に使用されなくなったホームの跡が残る。

## 利用状況
1日の平均乗降人員は以下の通りである。
| 1日乗降人員推移 | 1日乗降人員推移 |
| 年度            | 1日平均人数     |
| --------------- | --------------- |
| 2011年          | 49              |
| 2012年          | 68              |
| 2013年          | 79              |
| 2014年          | 85              |
| 2015年          | 92              |
| 2016年          | 92              |
| 2017年          | 123             |
| 2018年          | 124             |

## 駅周辺

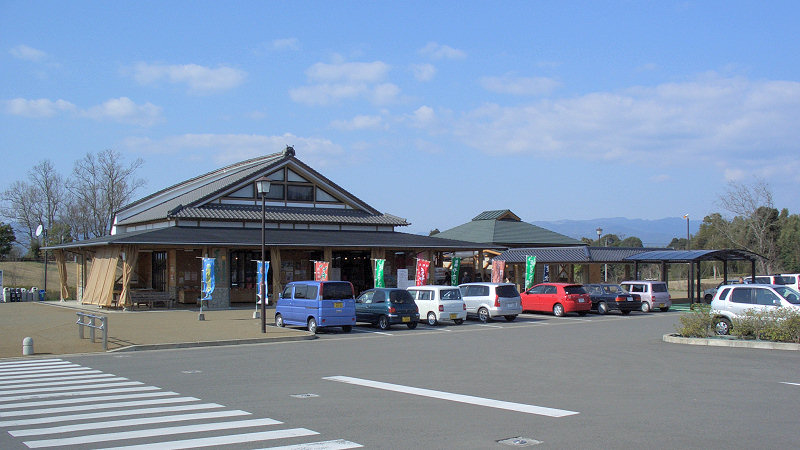
道の駅錦

周辺は田園地帯で集落が点在している。国道や道の駅は当駅から南へやや離れた所にある。
- 熊本県道262号覚井一武線
- 錦町立錦中学校
- 錦町役場
- 一武八幡宮
- 覚井薬師堂
- 道の駅錦
- 国道219号

## 隣の駅
くま川鉄道
■湯前線
肥後西村駅（4） - 一武駅（5） - 木上駅（6）